# Kopparsjön, Västergötland
Kopparsjön är en sjö i Karlsborgs kommun och Tibro kommun i Västergötland och ingår i Motala ströms huvudavrinningsområde. Sjön har en area på 0,261 kvadratkilometer och ligger 92,1 m ö.h.

## Delavrinningsområde
Kopparsjön ingår i det delavrinningsområde (648336-141737) som SMHI kallar för Mynnar i Vättern. Medelhöjden är 126 m ö.h. och ytan är 25,17 kvadratkilometer. Det finns inga delavrinningsområden uppströms utan avrinningsområdet är högsta punkten. Storebäcken (Kvarnbäcken) som avvattnar avrinningsområdet har biflödesordning 2, vilket innebär att vattnet flödar genom totalt 2 vattendrag innan det når havet efter 144 kilometer. Delavrinningsområdet består mestadels av skog (43 procent), öppen mark (14 procent) och jordbruk (32 procent). Avrinningsområdet har 0,69 kvadratkilometer vattenytor vilket ger avrinningsområdet en sjöprocent på 0,7 procent. Bebyggelsen i området täcker en yta av 1,61 kvadratkilometer eller 2 procent av avrinningsområdet.